# Карлова (Словаччина)
Карлова (словац. Karlová) — село, громада округу Мартін, Жилінський край, регіон Турєц. Кадастрова площа громади — 1,83 км².
Населення 105 осіб (станом на 31 грудня 2018 року).

## Історія
Карлова згадується 1272 року.

## Географія
Протікає Карловський потік.

## Населення
| Рік:            | 1994. | 2004.   | 2014.   | 2024.   |
| --------------- | ----- | ------- | ------- | ------- |
| Кількість осіб: | 117   | 114     | 106     | 112     |
| Різниця:        |       | -2,56 % | -7,01 % | +5,66 % |

| Рік:            | 2023. | 2024.   |
| --------------- | ----- | ------- |
| Кількість осіб: | 110   | 112     |
| Різниця:        |       | +1,81 % |